# Трифениларсин
Трифениларсин — органическое соединение,
аренпроизводное арсина с формулой (C6H5)3As,
бесцветные кристаллы,
не растворяется в воде.

## Получение
- Двухстадийный синтез:

{\displaystyle {\mathsf {AsCl_{3}+4C_{6}H_{5}Li\ {\xrightarrow {}}\ Li[As(C_{6}H_{5})_{4}]+3LiCl}}}
{\displaystyle {\mathsf {Li[As(C_{6}H_{5})_{4}]+H_{2}O\ {\xrightarrow {}}\ (C_{6}H_{5})_{3}As+LiOH+C_{6}H_{6}}}}

## Физические свойства
Трифениларсин образует бесцветные кристаллы
триклинной сингонии,
пространственная группа P 1,
параметры ячейки a = 1,524 нм, b = 1,925 нм, c = 1,114 нм, α = 114,92°, β = 93,57°, γ = 92,98°, Z = 8.
Не растворяется в воде, 
плохо растворяется в холодном этаноле,
хорошо растворяется в эфире и бензоле.